# Laverda 1000 V6
La Laverda 1000 V6 è una moto da competizione realizzata dalla casa motociclistica Laverda per gareggiare nel Campionato mondiale Endurance e testare nuove soluzioni per la produzione di serie. Furono costruiti solamente due esemplari.

## Il contesto
Il progetto della "V6" veneta fu impostato dall'ingegner Giulio Alfieri nel 1977, al quale Massimo Laverda diede il compito di disegnare un motore innovativo e superiore alla concorrenza giapponese, tipicamente a 4 cilindri. Il risultato fu presentato al Salone di Milano nel novembre del 1977: un esuberante motore frazionato in 6 cilindri, come la precedente Benelli Sei e la successiva Honda CBX.

## La tecnica
Un telaio a diamante contiene l'ingombrante motore longitudinale a "V" di 90°, di 995 centimetri cubici di cilindrata, con distribuzione a catena a due alberi per bancata, quattro valvole per cilindro, raffreddamento a liquido e trasmissione cardanica. L'alimentazione è garantita da sei carburatori monocorpo invertiti.
La grande modernità del progetto, caratterizzato da soluzioni tecniche innovative, incontrò però iniziali difficoltà nella realizzazione delle sospensioni posteriori costituite inizialmente da un monoammortizzatore posto fra il motore e un forcellone troppo esile. Queste condizioni risultarono non sufficienti a garantire la stabilità della moto (che pesava più di 200 kg) messa in crisi dalle oscillazioni prodotte dal cardano ogni volta che il motore scaricava i suoi 140 cavalli sulla trasmissione finale. Per risolvere il problema fu adottato un classico ammortizzatore doppio e un lungo elemento a traliccio in sostituzione del forcellone. Questa soluzione, se da un lato risolveva il problema della stabilità in accelerazione, portò a stressare troppo l'albero della trasmissione poiché il giunto del forcellone arrivò a trovarsi troppo lontano da quello del cardano. A quell'epoca infatti non erano stati ancora sviluppati gli alberi in due pezzi in grado di sopportare le tensioni generate dallo schema di sospensioni adottato. Un ulteriore problema fu individuato nella rapportatura del cambio: la prima marcia, troppo corta, stentava ad inserirsi in scalata. A discapito dei problemi tecnici, le prestazioni in pista furono impressionanti, con velocità di punta di 285 km/h.

## Competizioni
La prima e unica competizione cui la Laverda V6 prese parte fu il Bol d'Or del 1978, disputato sul circuito Paul Ricard, pilotata da Nico Cereghini e Carlo Perugini. Nonostante le ottime prestazioni dimostrate nella gara, dopo 8 ore l'albero di trasmissione si ruppe durante il turno di guida di Cereghini che fu costretto a ritirarsi.

## La fine del progetto
Nel 1979 fu cambiato il regolamento del campionato di Endurance e le moto con più di 4 cilindri non poterono più correre. La nuova Laverda quindi non partecipò ad altre gare e lo sviluppo del progetto V6 per la produzione di serie fu accantonato dai vertici della Laverda, risultando troppo oneroso per un'azienda in difficoltà economica.